# 金井たつお
金井 たつお（かない たつお、1955年10月7日 - ）は、日本の漫画家。山形県山形市出身。血液型B型。本名は金井龍郎。
1971年、週刊少年ジャンプ月例新人賞「ヤングジャンプ賞」に入選。翌年、同誌1972年17号に「金井龍郎」名義で入選作の『太陽に泳げ』が掲載された。同名義では1977年に、少年少女向けレーベルの集英社モンキー文庫で『ああ無情』のコミカライズを描き下ろしている。
山形県立山形中央高等学校卒業後、約2年間の本宮ひろ志のアシスタントを経て、1977年に「金井たつお」名義で『ホールインワン』連載開始。連載デビュー作にして代表作となった。
アシスタントとして師事した本宮ひろ志に加え、本宮夫人のもりたじゅんの影響も強く受けており、ゴルフ漫画だった『ホールインワン』もスポーツ描写より、柔らかいタッチの美少女描写が評判となっていた。そのため、80年代前半は『いずみちゃんグラフィティー』『ばぁじんロード』など、ラブコメ作品も多く手掛けていた。
『ホールインワン』で漫画におけるパンチラ描写をほぼ完成させた人物として、『サルまん』などで高く評価されている。
文芸評論家の池上冬樹は高校の同級生。

## 作品リスト

### 連載
- ホールインワン（原作：鏡丈二、週刊少年ジャンプ、1977年23号 - 1979年49号）
- いずみちゃんグラフィティー（週刊少年ジャンプ、1980年2号 - 40号）
- ロンリーロード（原作：鏡丈二、週刊ヤングジャンプ）
- 天まであがれ（原作：史村翔、週刊少年サンデー、1981年31号 - 1982年20号）
- おれのラウンド（原作：鏡丈二、月刊少年ジャンプ）
- ばぁじんロード（週刊ヤングジャンプ、1982年25号 - 1983年34号）
- レッツ☆光二!（フレッシュジャンプ、1983年11月号 - 1984年4月号）
- MF輝平（原作：武石正道、フレッシュジャンプ、1984年5月号 - 1985年7月号）
- ハイティーンソルジャー（ビッグコミックスピリッツ、1984年）
- おれはシャチ（フレッシュジャンプ、1985年9月号 - 1986年6月号）
- オペレーション（原作：鏡丈二、週刊ヤングジャンプ、1987年）
- バス・ハンター渡（原作：吉田幸二、週刊少年チャンピオン1987年41号 - 1989年31号）
- 危険な関係（作：吉本昌弘、ベアーズクラブ、1988年 - 1989年）
- スーパーゲーム（原作：鏡丈二）
- マッドドッグ拳（原作：田中誠一、週刊少年チャンピオン1989年45号 - 1990年28号）
- 新選組（原作：工藤かずや）
- 君だけに愛を（原作：集新矢、スーパージャンプ、1994年8号 - 1995年1号）
- レディ・スクランブル（原作：松田康志）
- 青田大学番外地（原作：吉村作治、SCオールマン、1996年 - 1997年）
- お台場バーバリアンズ（原作：M.A.T、SCオールマン、1997年 - 1999年）
- 泰子先生の事情（原作：山崎マキ、SCオールマン、2000年）
- サムライガール21（原作：桜小路むつみ、週刊漫画ゴラク、2000年）
- ナイチンゲールによろしく（原作：末田雄一郎、週刊漫画ゴラク）
- 花(?)の高校女子ゴルフ部（原作：かわさき健、ゴルフレッスンコミック〈日本文芸社〉、2006年 - 2015年）
- まんがの花道（原作：桜小路むつみ、週刊漫画サンデー〈実業之日本社〉、2009年 - 2010年）
- 悪いヤツら 天保六花撰（原作：桜小路むつみ）
- OKライン（監修：森川陽太郎、脚本：桜小路むつみ、ゴルフレッスンコミック〈日本文芸社〉、2015年10月号 - 2019年1月号）

### 読み切り
- 静香のエース（フレッシュジャンプ、1982年8月号）

## アシスタント
- 能田茂
- 川尻よしひろ
- 山口育孝
- 森沢としお
- 双葉たかし